# Hansi Burg
Hansi Burg, nata Wilhelmine Alexandrine Hansi Antoinette Hirschburg (Vienna, 12 febbraio 1898 – 14 marzo 1975), è stata un'attrice austriaca naturalizzata tedesca.
Era figlia d'arte: suo padre era l'attore Eugen Burg.

## Filmografia
- Das Abenteuer der Bianetti, regia di Eugen Burg (1919)
- Mutter Erde, regia di Eugen Burg (1919)
- Das Mädchen aus der Ackerstraße - 1. Teil, regia di Reinhold Schünzel (1920)
- Der unsichtbare Dieb, regia di Gernot Bock-Stieber (1920)